# Hohkönigsburg
Die Hohkönigsburg (französisch Château du Haut-Koenigsbourg) ist eine neoromanische Höhenburg in der elsässischen Gemeinde Orschwiller (deutsch Orschweiler) bei Straßburg. Im 12. Jahrhundert vom schwäbischen Herzog Friedrich II. erbaut und im 17. Jahrhundert zur Ruine verfallen, ließ der deutsche Kaiser und preußische König Wilhelm II. die Anlage vom Architekten und Denkmalpfleger Bodo Ebhardt 1901 bis 1908 wiederherstellen. Mit rund 500.000 Besuchern im Jahr gehört die Hohkönigsburg zu den beliebtesten Sehenswürdigkeiten Frankreichs.

## Lage
Die 260 m lange Anlage thront als Kammburg in 757 m Höhe am Ostrand der Vogesen auf einem mächtigen Buntsandsteinfelsen hoch über der Oberrheinischen Tiefebene und ist eine der höchstgelegenen Burgen im Elsass. Zusammen mit der am gegenüberliegenden Ende des Bergrückens gelegenen, etwa 200 m entfernten Ruine der Ödenburg (Petit-Kœnigsbourg) bildet sie eine Burgengruppe.
Der Ausblick reicht weit über die Rheinebene bis zum Kaiserstuhl und auf mehrere benachbarte Burgruinen (unter anderem Ortenberg, Ramstein, Frankenburg, Kintzheim, Hohrappoltstein). Bei günstigen Sichtverhältnissen sind am Horizont im Süden die knapp 200 Kilometer entfernten Berner Alpen zu sehen.

## Name
Die Hohkönigsburg wurde früher und wird umgangssprachlich auch Hochkönigsburg genannt. Im Französischen [okønɪgzˈbuʀ] ausgesprochen, wird sie meist Haut-Koenigsbourg, selten auch Haut-Kœnigsbourg geschrieben.

## Geschichte

### Mittelalter
Der Stophanberch (Staufenberg), auf welchem die Burg liegt, wird bereits 774 (als Schenkung Karls des Großen) und 854 beurkundet und befand sich ursprünglich im Besitz der Abtei Saint Denis.
Die Burg wurde in der ersten Hälfte des 12. Jahrhunderts als staufische Reichsburg erbaut und 1147 als Castrum Estufin erstmals urkundlich erwähnt. Von der Burg aus konnten die Orte und Handelswege in diesem Teil des Oberrheingrabens beherrscht werden. 1147 tauchte erstmals der Name Burg Staufen auf, die von Herzog Friedrich II., dem Vater des deutschen Königs Friedrich Barbarossa, gegründet worden sein soll. Aus staufischer Zeit sind unter anderem eine vermauerte Fensterarkade und ein Löwenrelief erhalten. Ab 1192 wurde der Name Kinzburg (Königsburg) verwendet.
Im 13. Jahrhundert wurde der Herzog von Lothringen Eigentümer der Burg, der sie als Lehen den Grafen von Werd gab. 1359 verkauften die Grafen von Oettingen die Burg an den Bischof von Straßburg. 1454 eroberte der pfälzische Kurfürst Friedrich der Siegreiche die Burg, 1462 wurde sie wegen Raubritterei zerstört. 1479 gab Kaiser Friedrich III. die Burg als Lehnsgut an den Schweizer Grafen Oswald von Thierstein († 1488) und dessen Bruder Wilhelm.

### Niedergang in der Neuzeit
1517 starben die Grafen von Thierstein aus; deshalb fiel die Burg an Kaiser Maximilian I. und somit an die Habsburger zurück. Während des Dreißigjährigen Krieges wurde sie 52 Tage von den Schweden belagert, am 7. September 1633 erobert und in Brand gesetzt. Zwischen 1648 und 1865 hatte die Ruine verschiedene Eigentümer. 1865 wurde sie Eigentum der Stadt Schlettstadt. In der Romantik wurde die Ruine wiederentdeckt. Christian Moritz Engelhardt beschrieb sie in seinen Reiseskizzen durch die Vogesen (1821). Ludwig Adolf Spach, der Präsident der Gesellschaft zur Erhaltung der historischen Monumente des Elsass, schlug schon eine Restaurierung vor.

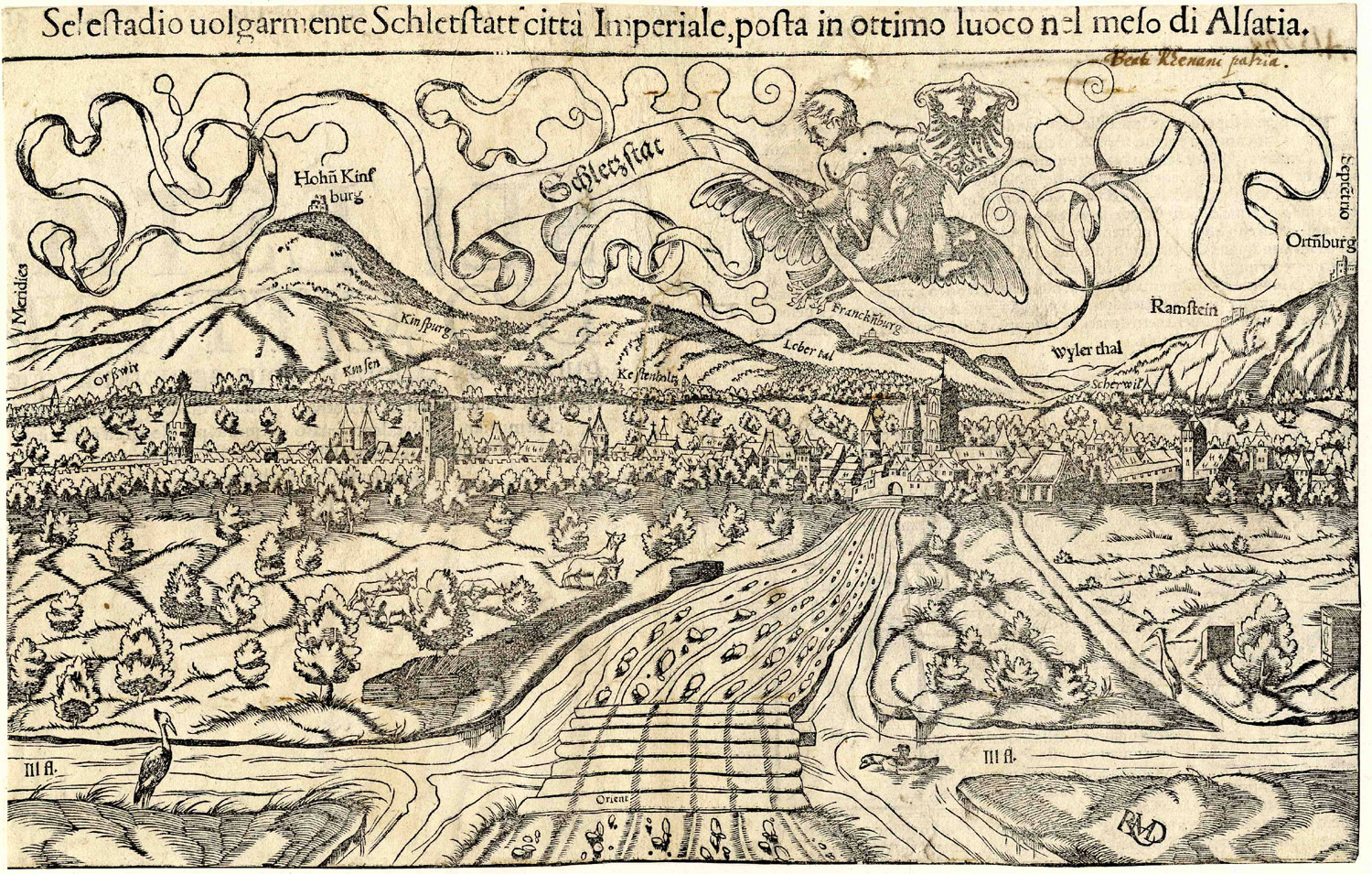
Ansicht von Schlettstadt mit der Hohkönigsburg, vor 1550; Holzschnitt aus dem ehemaligen Wolf-Dietrich-Klebeband Städtebilder
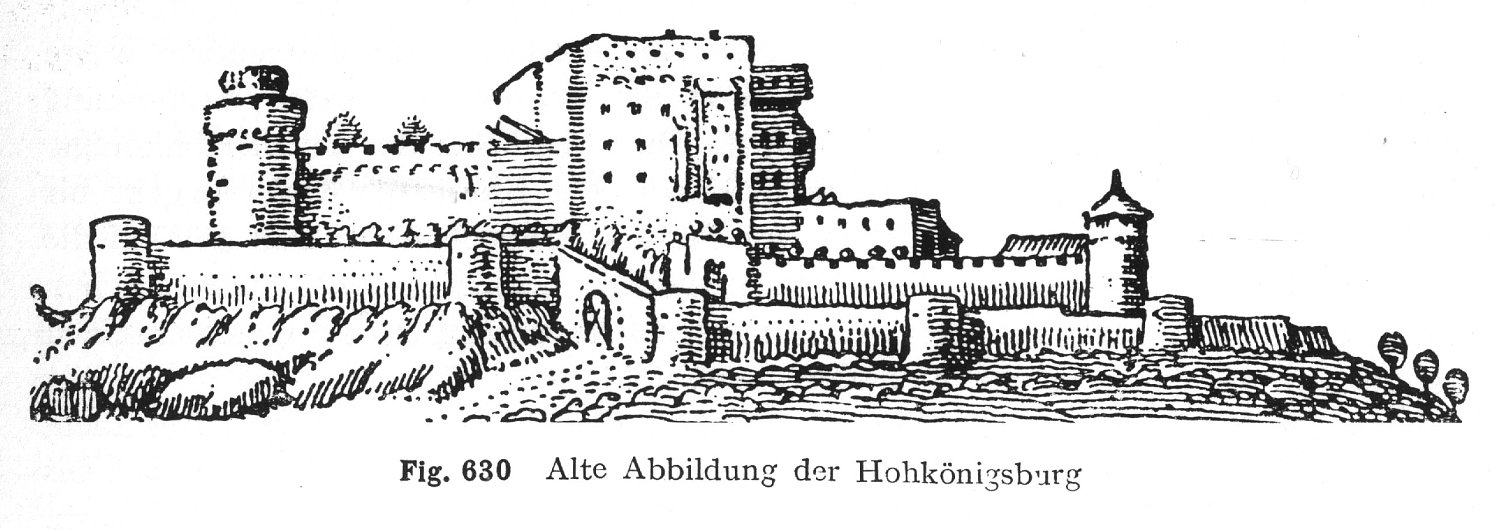
Hohkönigsburg nach dem Brand 1633

### Neuaufbau 1901 bis 1908

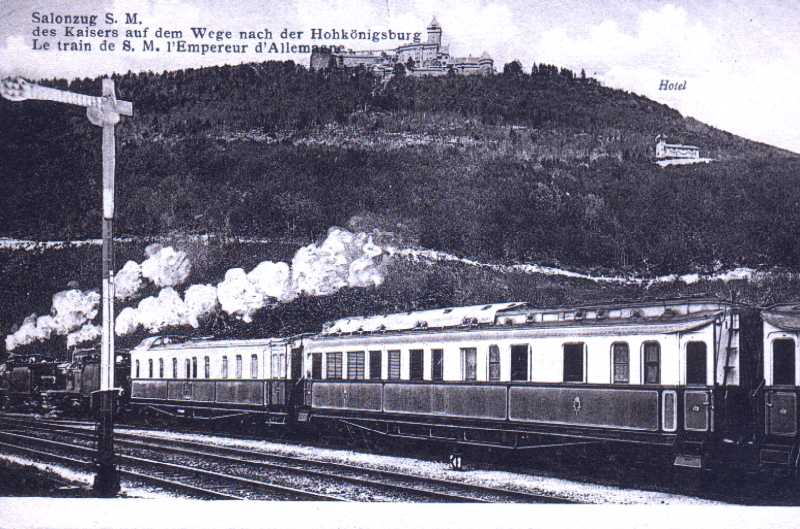
Hofzug Kaiser Wilhelms II. vor der Hohkönigsburg (Fotomontage)

Infolge des Deutsch-Französischen Krieges wurde das Elsass, das zwischenzeitlich zu Frankreich gehört hatte, 1871 an das Deutsche Reich abgetreten. Im Jahre 1899 schenkte die Stadt Schlettstadt die Burg Kaiser Wilhelm II., der sie in den Jahren 1901–1908 durch den Bremer Architekten, Denkmalpfleger und Burgenforscher Bodo Ebhardt restaurieren ließ. Die Wiederherstellung erfolgte auf Grundlage von denkmalpflegerischen Befunden im annähernden Zustand des 15. Jahrhunderts. Der Bau kostete über zwei Millionen Mark, die zum großen Teil von Elsass-Lothringen bezahlt werden musste. Der Kaiser selbst finanzierte die ersten Arbeiten mit 100.000 Mark aus seiner Privatschatulle. Die Arbeiten wurden mit modernsten Mitteln durchgeführt. Vom Steinbruch zur Ruine wurde die ca. 2 km lange Feldbahn der Hohkönigsburg gebaut. Eine Dampfmaschine trieb einen Generator an, der elektrischen Strom für die Beleuchtung und zwei elektrische Kräne erzeugte.
Am 13. Mai 1908 fand im Rahmen einer großen Feier mit festlicher Musik und historischen Kostümen bei Regenwetter die Einweihung statt. Viktoria Luise von Preußen, die Tochter Kaiser Wilhelms II., schilderte von dieser in ihren Lebenserinnerungen:

„Die Hohkönigsburg, an der zahlreiche Erinnerungen deutscher Geschichte haften, war meinem Vater bei einem Besuch von Schlettstadt vom Bürgermeister als Geschenk geboten worden. Er hatte es angenommen und eine umfassende Restaurierung in die Wege geleitet. Rund zehn Jahre danach standen wir dann an einem Maitag zur Einweihung an der mächtigen Burg. Unser Blick glitt über die weite Ebene des Rheintals, hinüber zu den langgestreckten Höhen des Schwarzwaldes und bis zu der in der Ferne schimmernden Alpenkette. In seiner Ansprache wies mein Vater auf die ereignisreiche Vergangenheit hin: ‚Die Geschichte nennt uns eine ganze Reihe von Namen aus erlauchten Fürstenhäusern und edlen Geschlechtern als Eigentümer, Pfandbesitzer und Lehensträger, zuvörderst die Kaiser aus dem Hause Hohenstaufen und dem Hause Habsburg, dann die Herzöge von Lothringen und Unterelsaß, die Landgrafen von Werd, die Herren von Rathsamhausen, von Oettingen und von Berckheim, die Grafen von Thierstein, deren großartiger Bau nun wieder erstanden ist, die Ritter von Sickingen, deren Einzug in die Burg uns heute so trefflich vorgeführt ist, und die Freiherren von Bollweiler und Fugger. Nun ist die Burg wieder Eigentum des Deutschen Kaisers geworden.‘ Dann sagte er: ‚Möge die Hohkönigsburg hier im Westen des Reiches, wie die Marienburg im Osten, als ein Wahrzeichen deutscher Kultur und Macht bis in die fernsten Zeiten erhalten bleiben.‘“

Zwei Jahre später wurden an der Grenze zu Polen das Residenzschloss Posen sowie im Norden Deutschlands, nahe der Grenze zu Dänemark, die nach dem symbolträchtigen Vorbild der Marienburg geschaffene Marineschule Mürwik, das sogenannte Rote Schloss am Meer, vom Kaiser eingeweiht.
Der elsässische Künstler Jean-Jacques Waltz, der als frankophiler Elsässer kein Freund der deutschen Vereinnahmung der elsässischen Geschichte war, veröffentlichte kurze Zeit nach der Einweihung der Hohkönigsburg eine Serie von Bildern Die Hohkönigsburg im Wasgenwald und ihre Einweihung, die sich über den deutschtümelnden Pomp lustig machte, die Texte dazu soll ein Prof. Dr. Knatschke (Waltz selbst) verfasst haben.

### Nach dem Ersten Weltkrieg bis heute
Seit 1919 ist die Hohkönigsburg Eigentum des französischen Staates, seit Januar 2007 gehört es zum Département Bas-Rhin. Heute gilt sie als die bedeutendste Burg der Region und ist das einzige im Elsass gelegene französische Nationaldenkmal (Monument national). Mit jährlich etwa 500.000 Besuchern ist die Hohkönigsburg die meistbesuchte Burg im Elsass und eine der beliebtesten Sehenswürdigkeiten in Frankreich.

Kaiser Wilhelm II. auf der Hohkönigsburg 1908
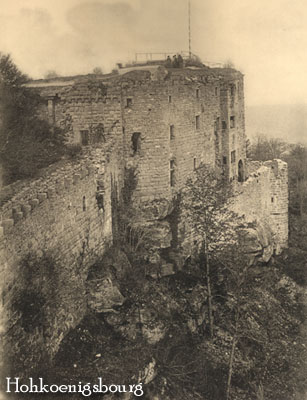
Ansicht der Kernburg vor dem Wiederaufbau
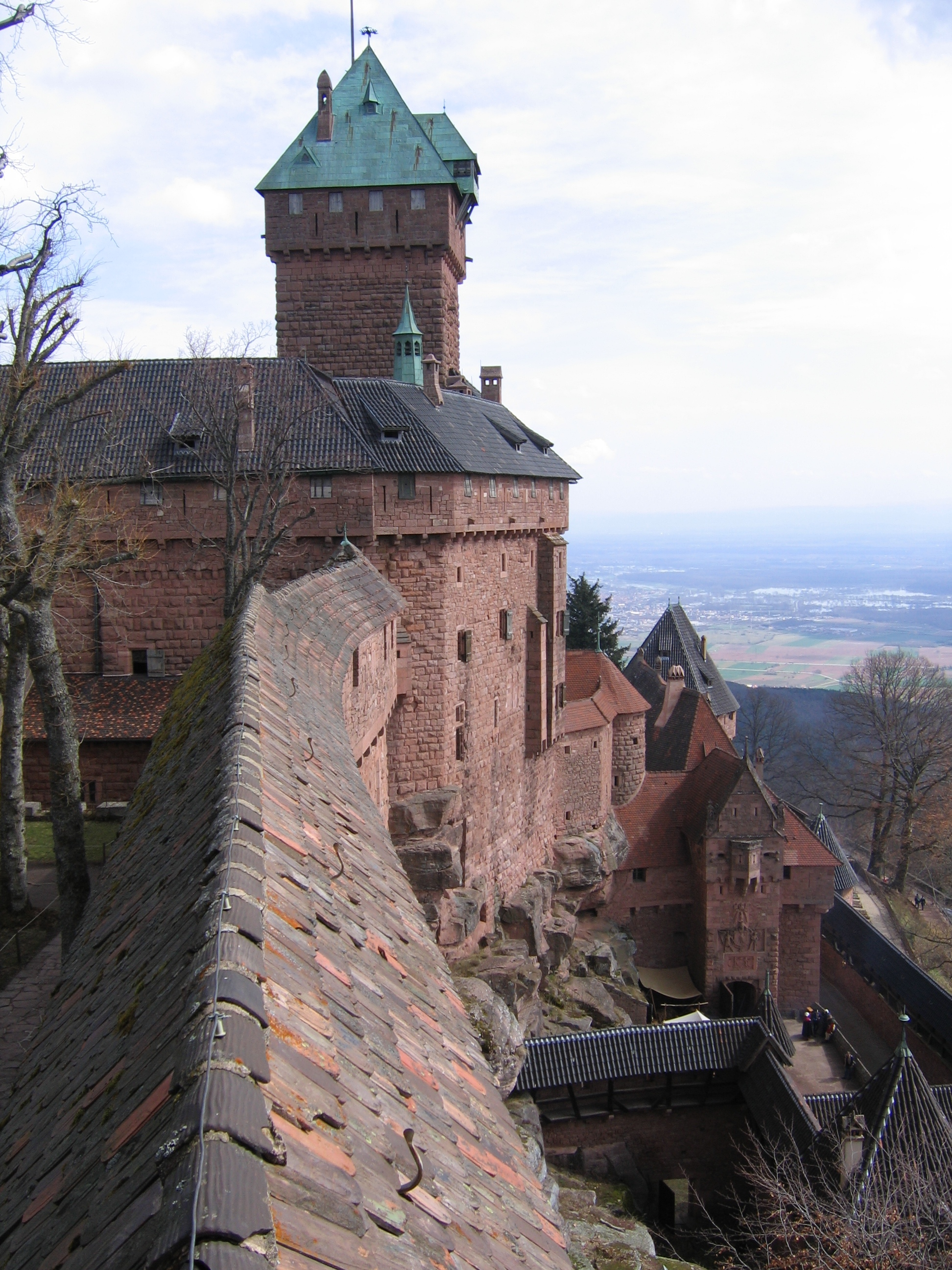
Gleicher Blick auf die Kernburg, mit dem wiedererrichteten Bergfried sowie die Rheinebene darunter
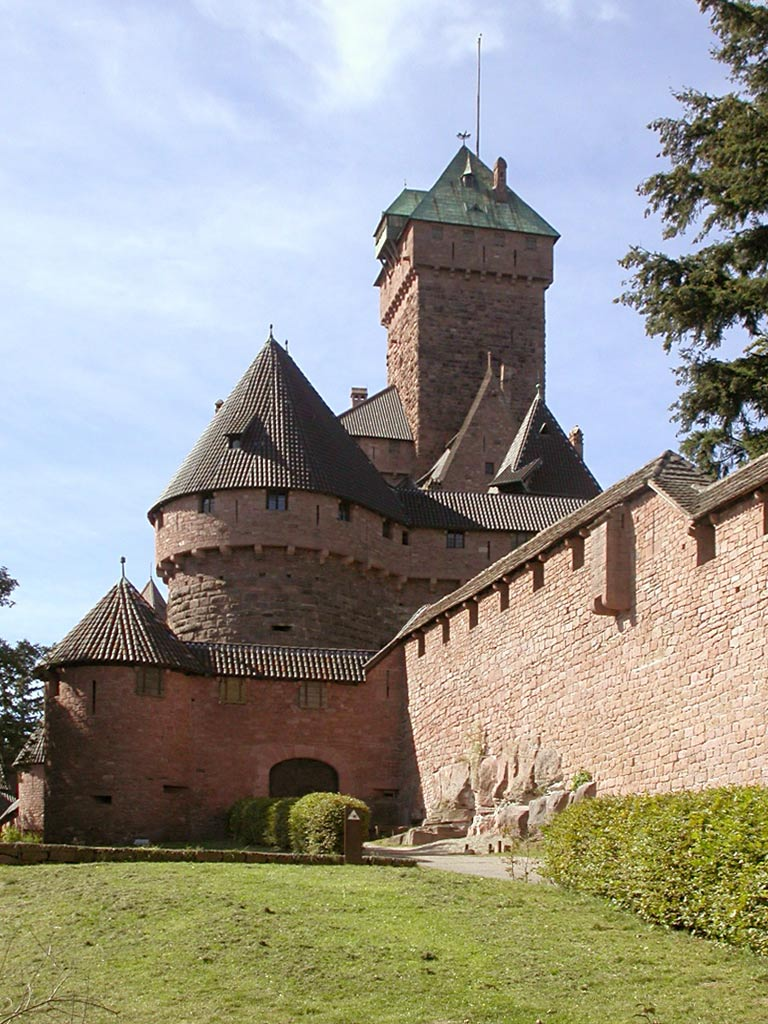
Anblick von Südwesten
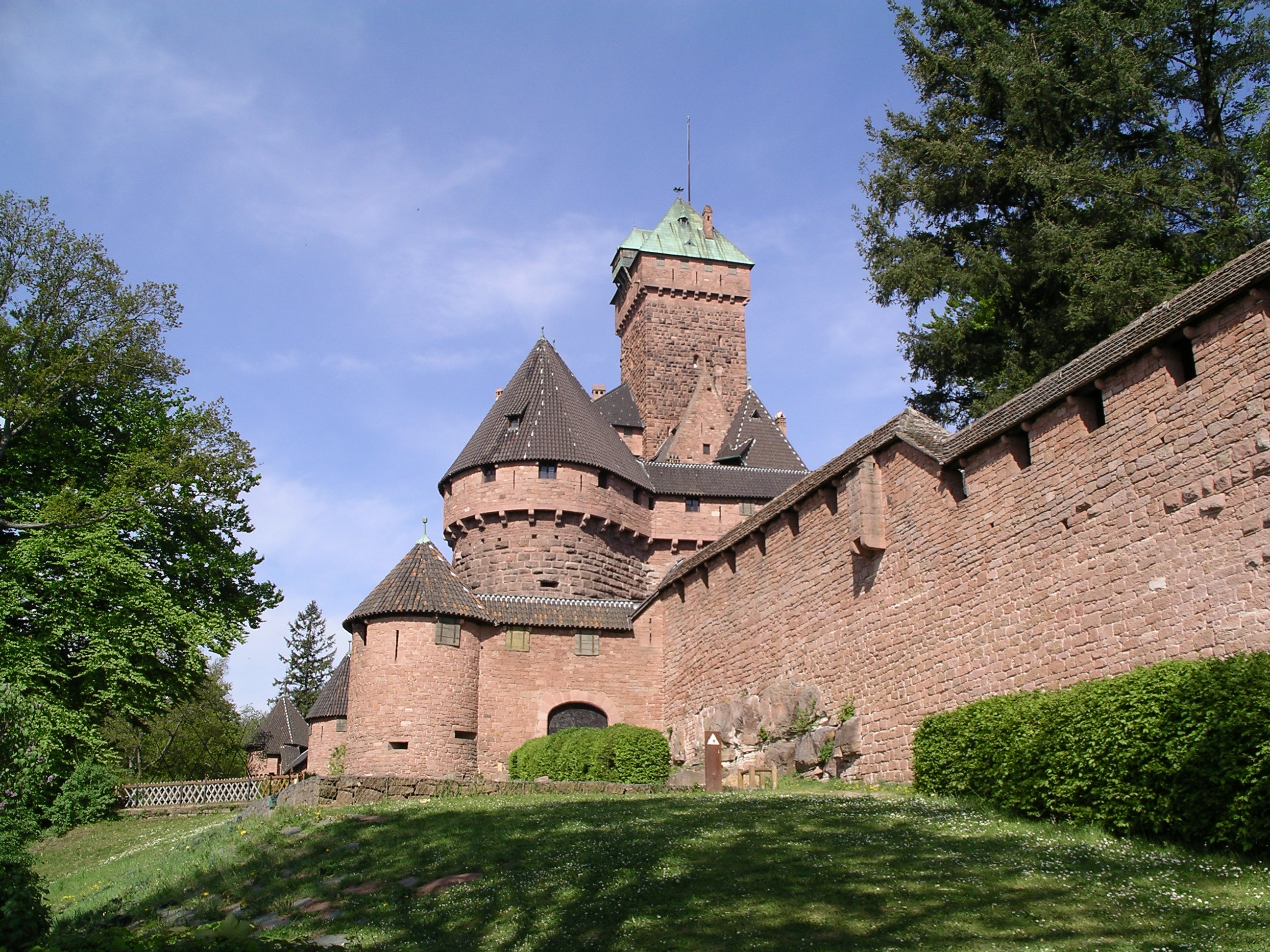
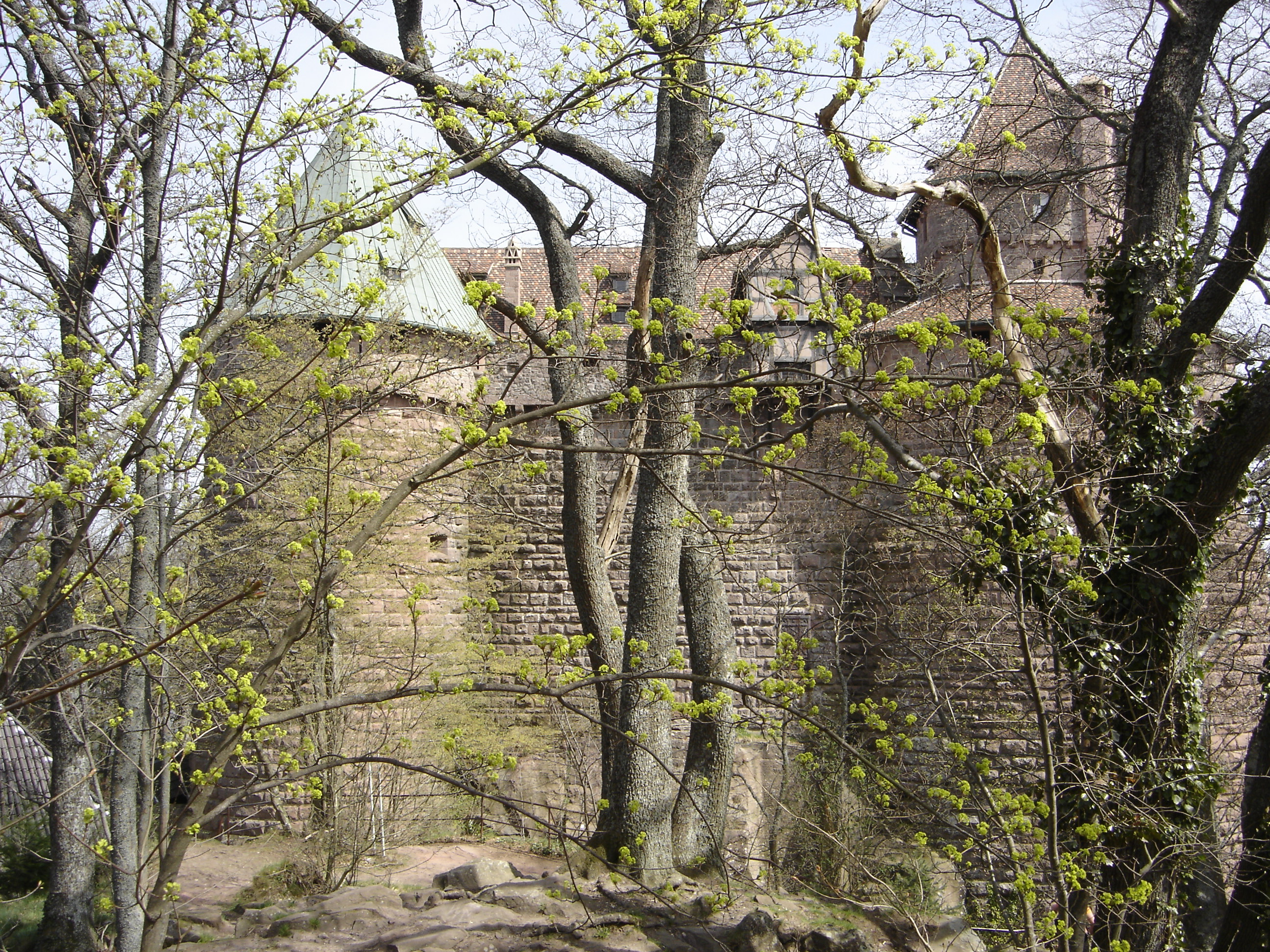
Westbastion
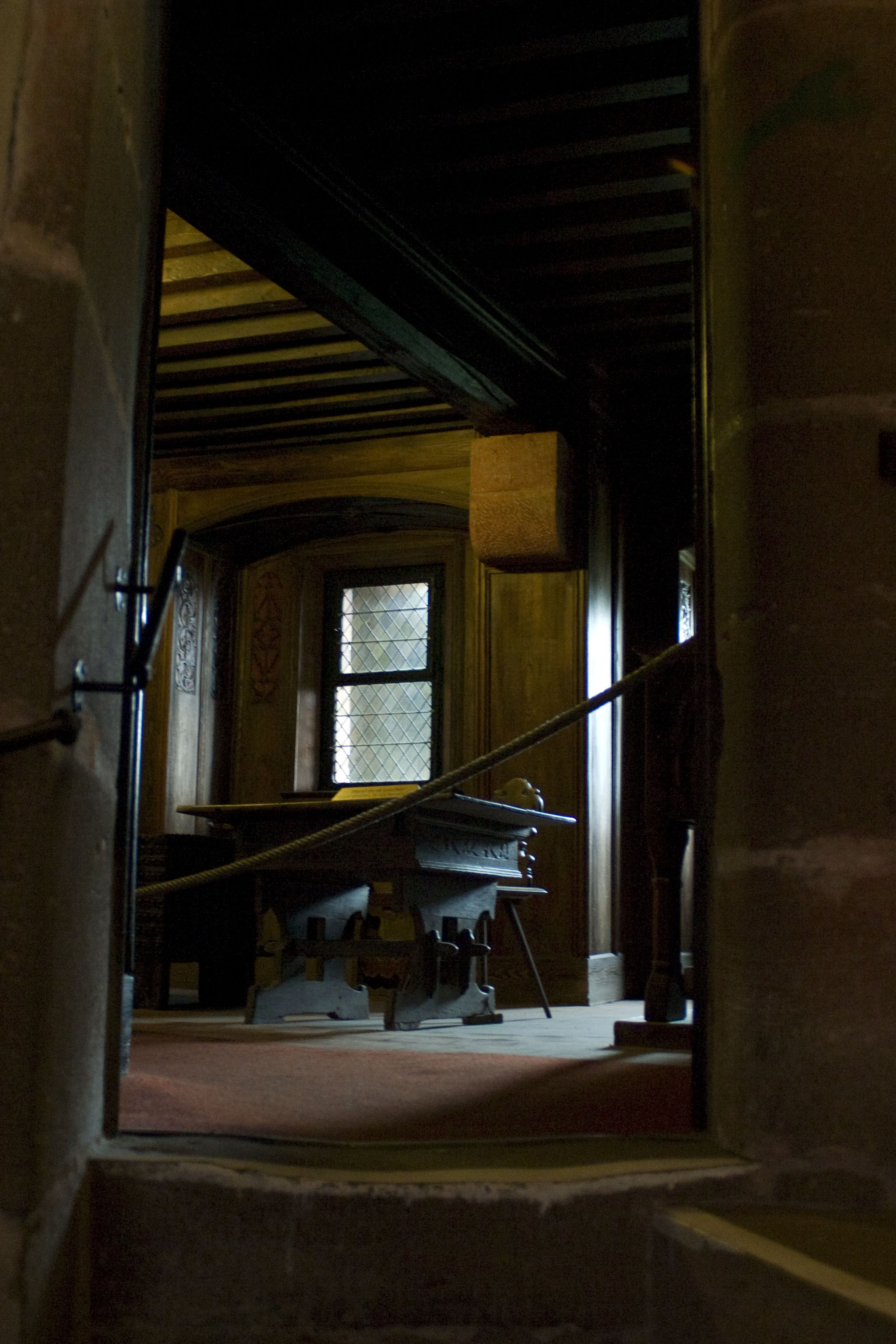
Innenraum im Palas
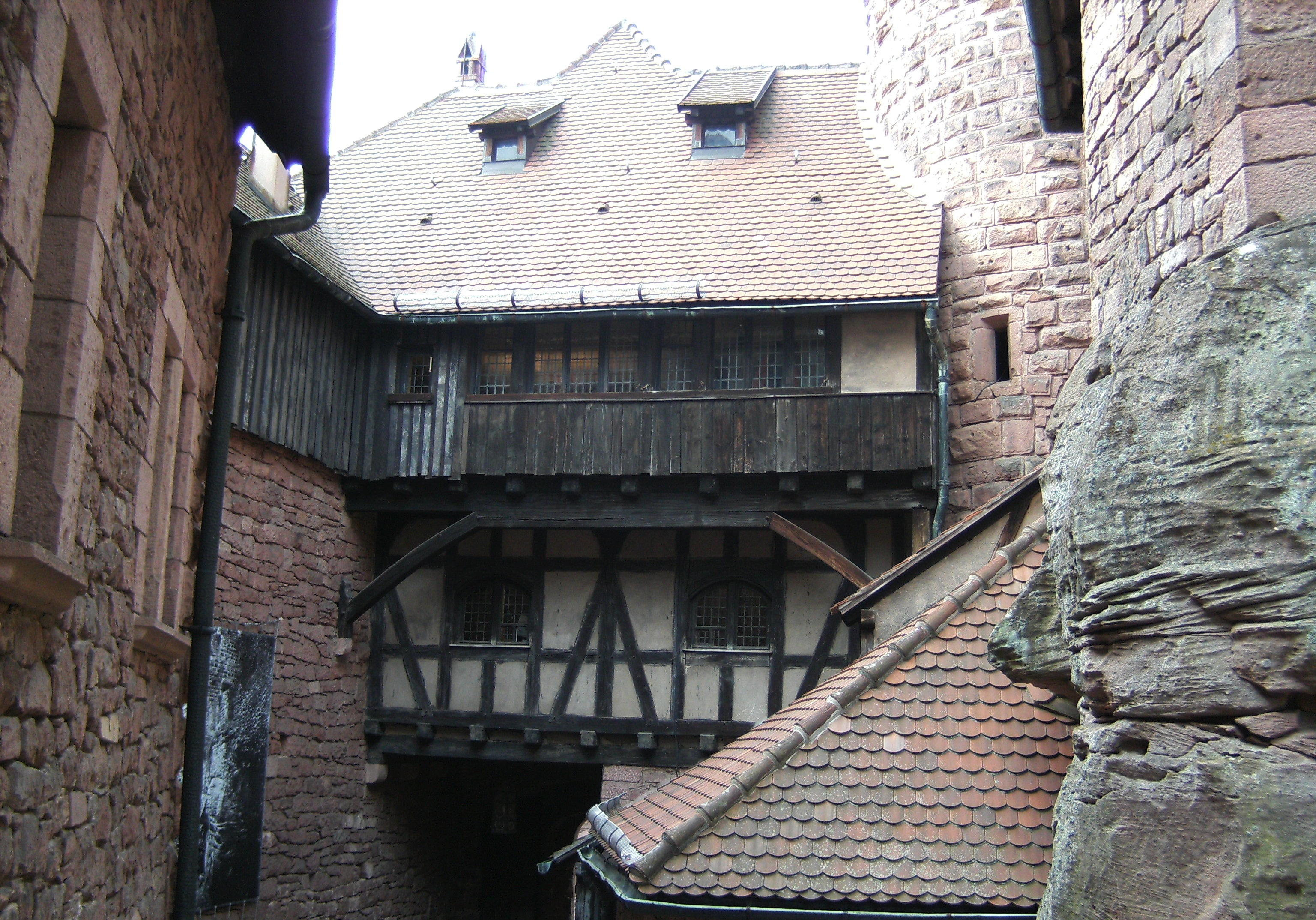
Innenhof
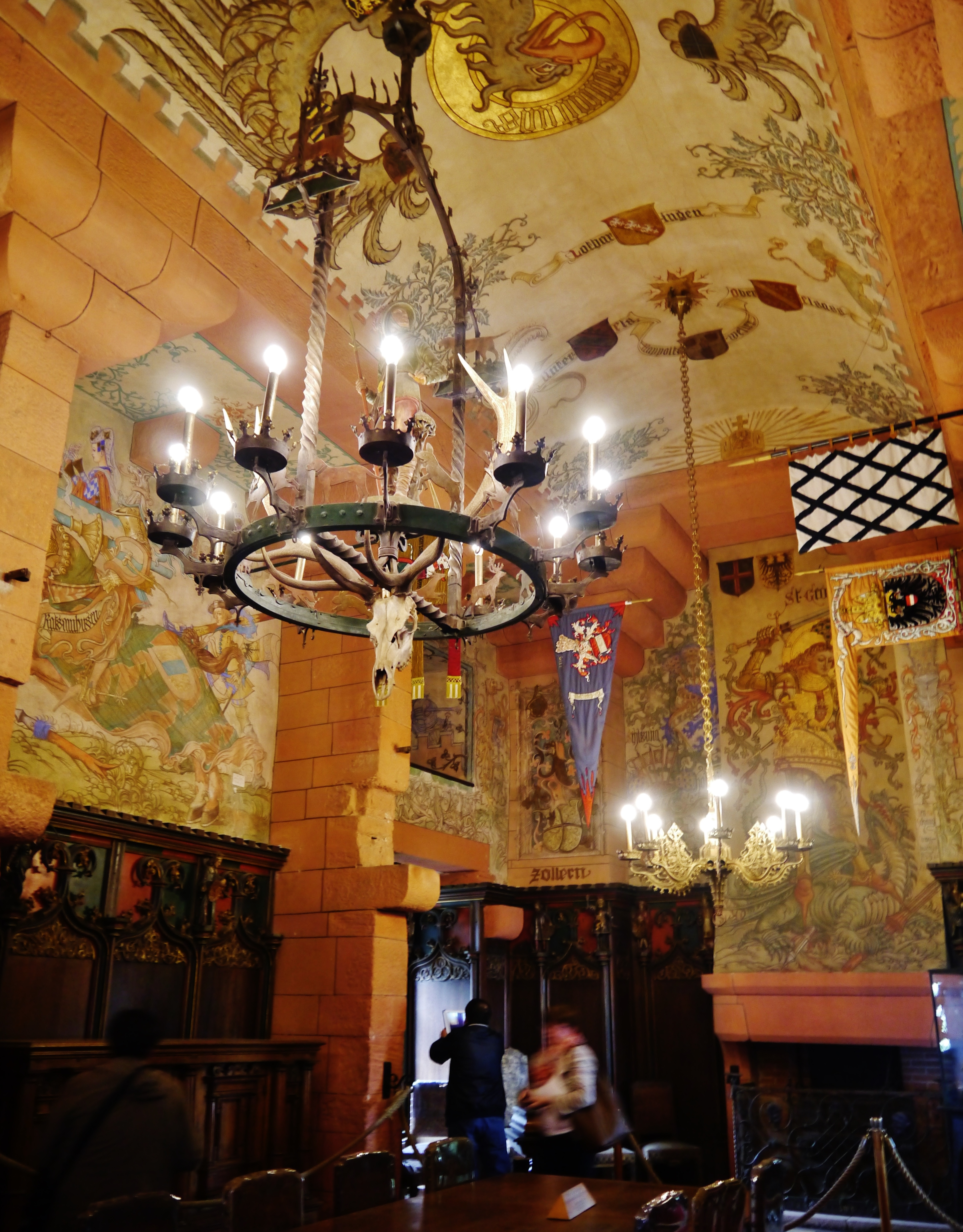
Kaisersaal
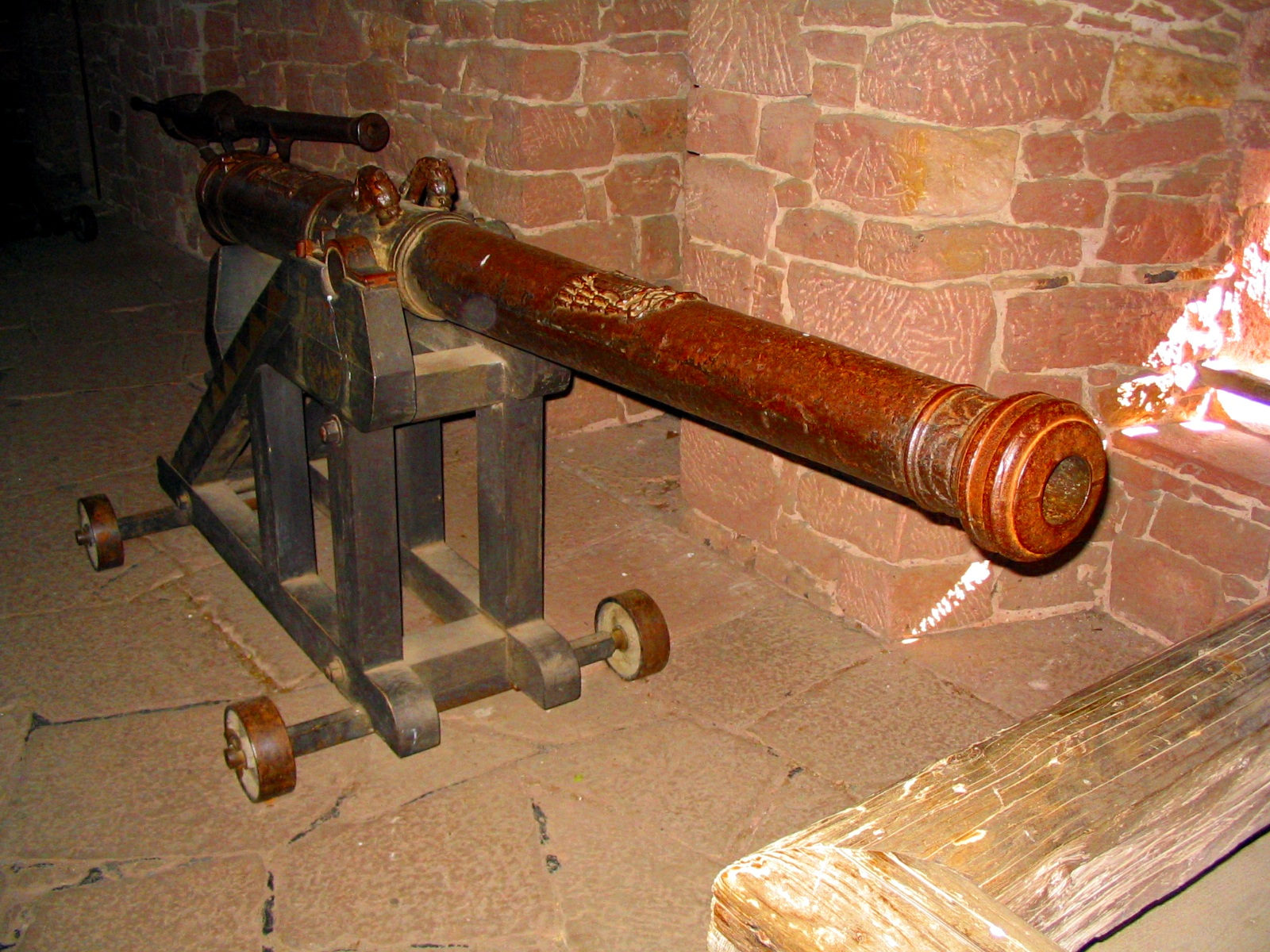
Eine Kanone der Burg
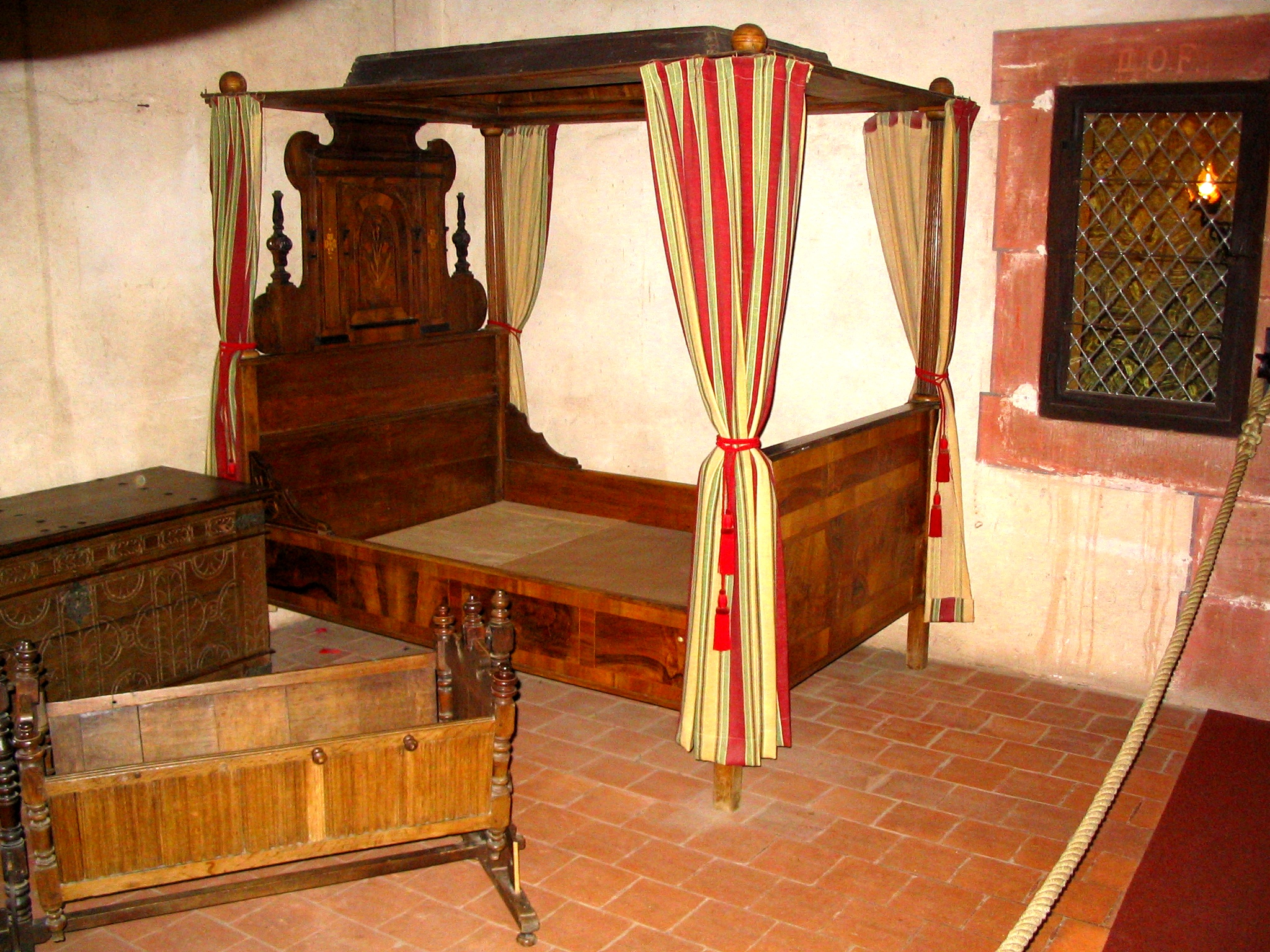
Ein Gemach der Burg
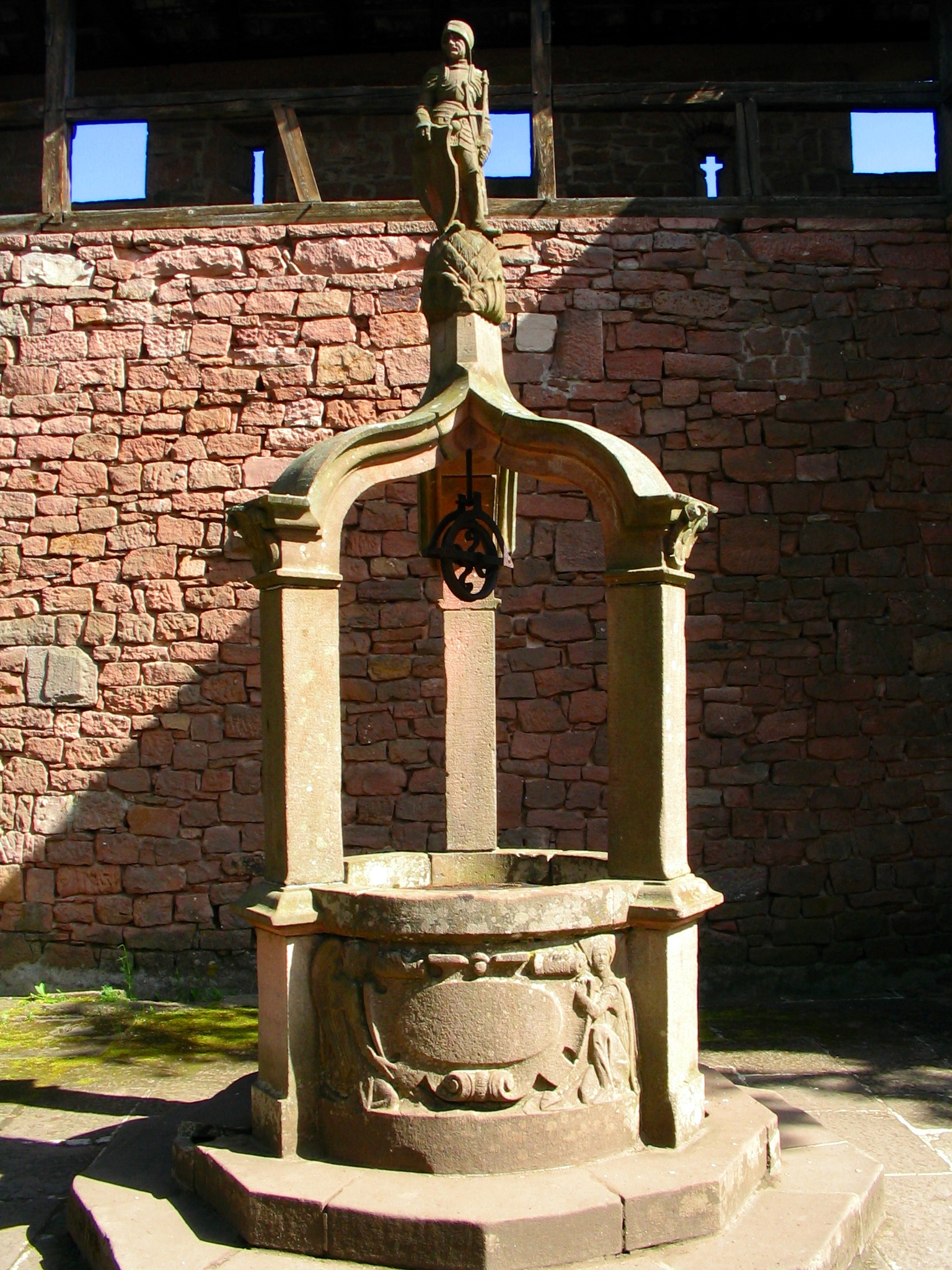
Ein Brunnen der Burg

## Anlage

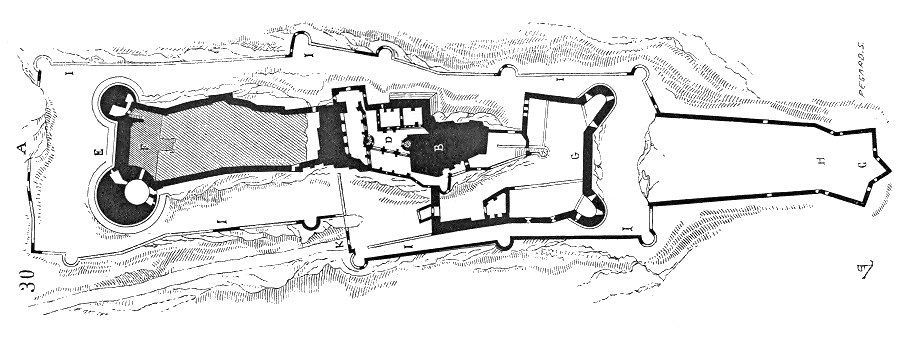
Grundriss

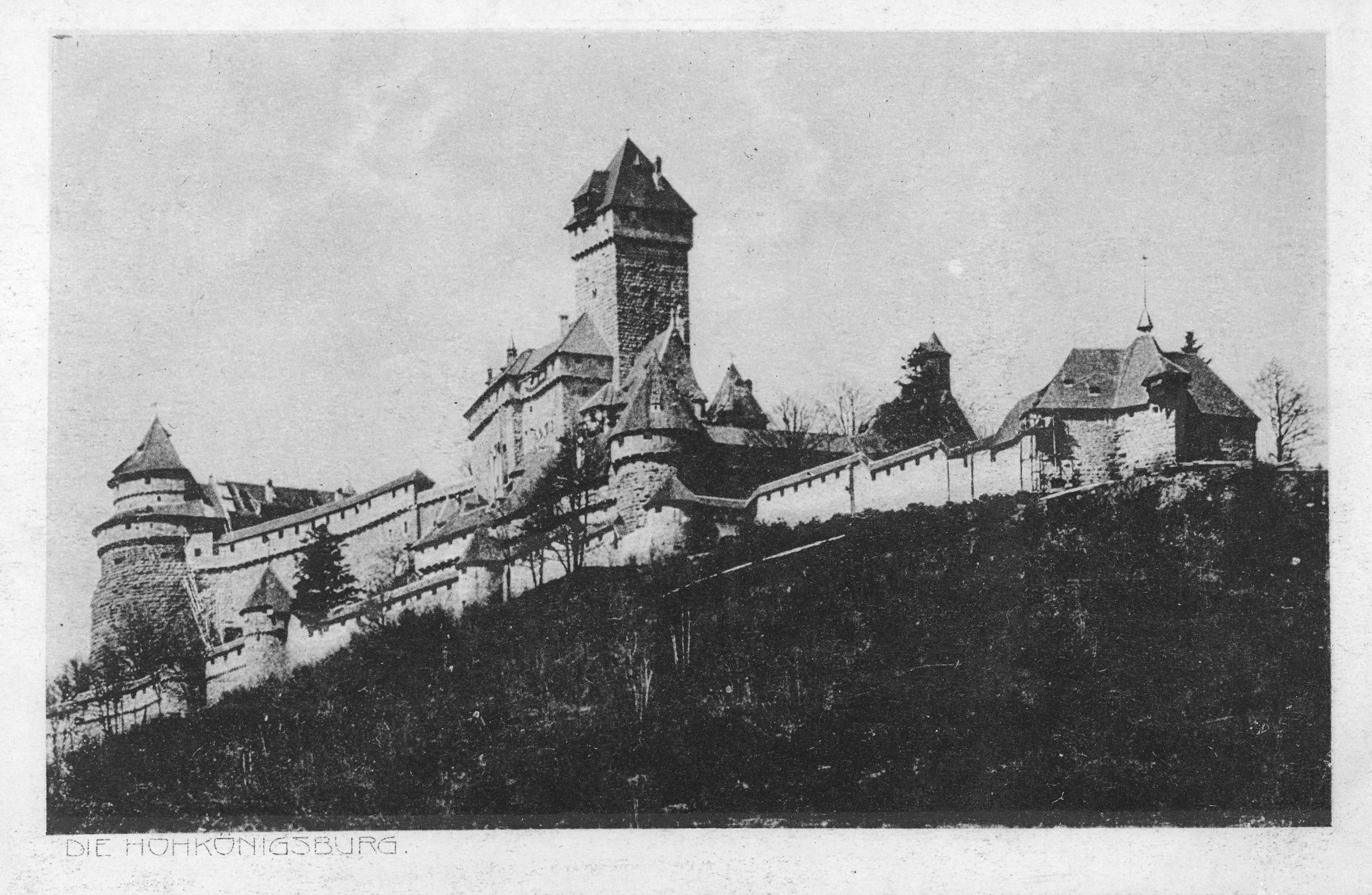
Postkarte aus dem Jahre 1914

Der Wiederaufbau durch Bodo Ebhardt ging mit der erhaltenen Bausubstanz für die damalige Zeit relativ rücksichtsvoll um, sodass sich die Burg immer noch als eine über die Jahrhunderte gewachsene Anlage zu erkennen gibt. Die verhältnismäßig kleine stauferzeitliche Kernburg mit unregelmäßigem Grundriss auf höchster Stelle des Felsplateaus hat einen durch Ebhardt wiederaufgemauerten quadratischen Bergfried (Donjon) mit südlich anschließendem Palas (Logis Seigneurial), an dem sich eine bereits im Spätmittelalter vermauerte Rundbogenarkade mit Würfelkapitellen erhalten hat. Nach 1479 wurde die Burg zu einer starken Festung ausgebaut. Westlich und östlich wurde die Kernburg gegen die aufkommende Artillerie durch mächtige Bollwerke verstärkt, die in Anlehnung an die stauferzeitliche Anlage in Buckelquadern ausgeführt wurden. Die von Ebhardt über alten Kragsteinen aufgemauerten Wehrgänge waren ursprünglich wahrscheinlich in Holz ausgeführt; nur an einem Turm im östlichen Burghof hat Ebhardt einen hölzernen Wehrgang rekonstruiert. Um die Hauptburg zieht sich eine Zwingermauer mit elf halbrunden Schalentürmen. An der Ostseite ist eine Vorburg (Tiergarten) mit zackenförmigem Abschluss vorgelagert. Von Ebhardt durch Weglassung einer Zwischendecke neu geschaffen wurde der repräsentative Festsaal, an dessen Kamingitter der Kommentar Wilhelms II. zum Ersten Weltkrieg zu lesen ist: „Ich habe es nicht gewollt!“ Ein eigens eingerichteter Saal zeigt kaiserliche Jagdtrophäen.
Hoch über dem Eingangsportal und unter dem Schutz des Adlers prangt das Wappen der letzten Herren der Burg.
Das eigentliche Schloss erreicht man über die Zugbrücke, der bewohnte Bereich kann durch das Löwentor betreten werden. Die Gemächer der Schlossherrin und der Ritter, die Schlosskapelle und der Rittersaal sind heute noch mit Möbeln aus dem 15–17. Jahrhundert ausgestattet und können besichtigt werden.
Etwa 200 m westlich liegt die Ruine der Ödenburg aus dem 13. Jahrhundert. Erhalten sind vor allem die Schildmauer aus Buckelquadern und die Fassade des Wohnbaues. Im Dreißigjährigen Krieg nahmen die Schweden von hier aus die Nachbarburg unter Artilleriebeschuss.

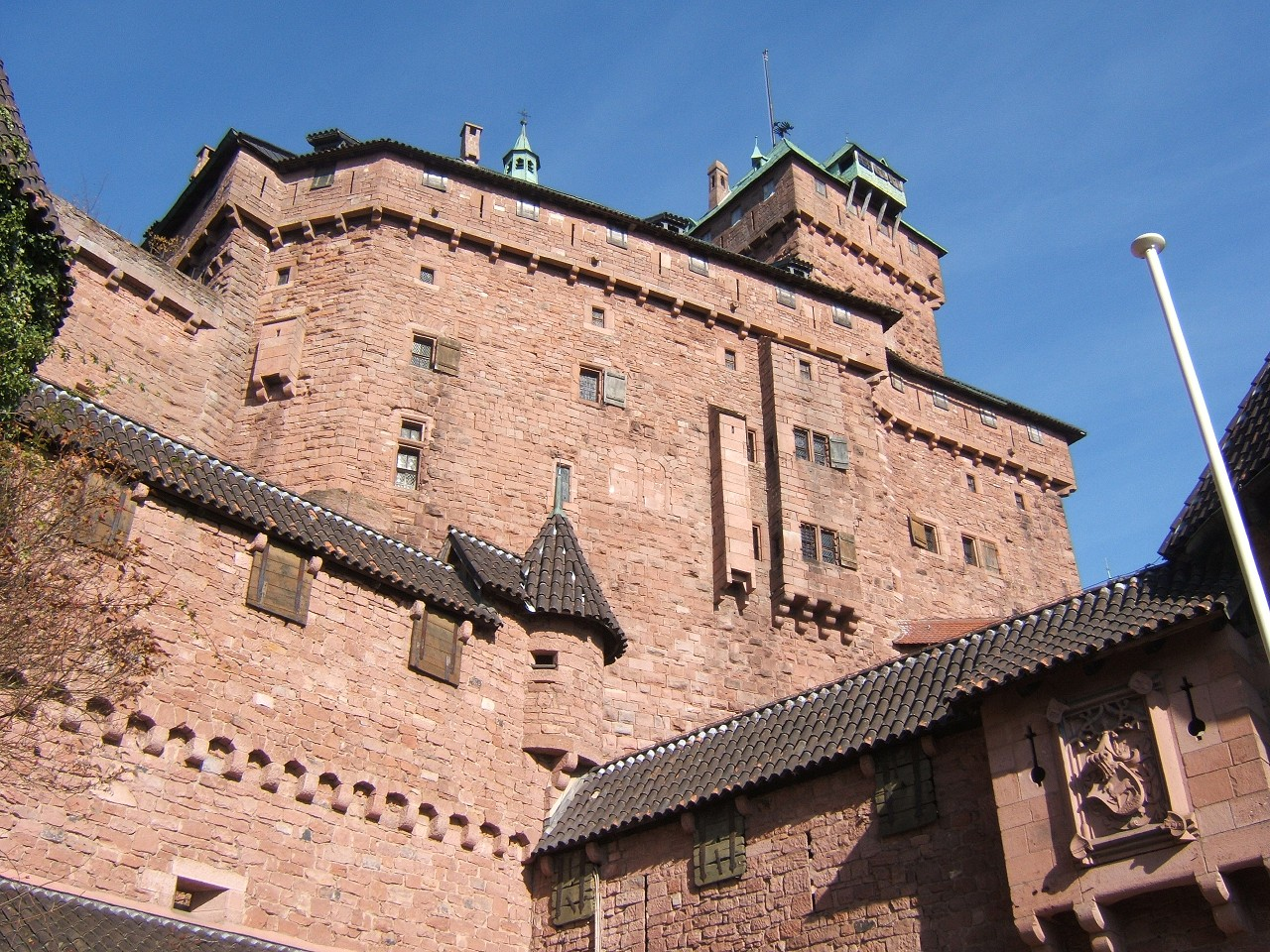
Palas und Bergfried von Süden
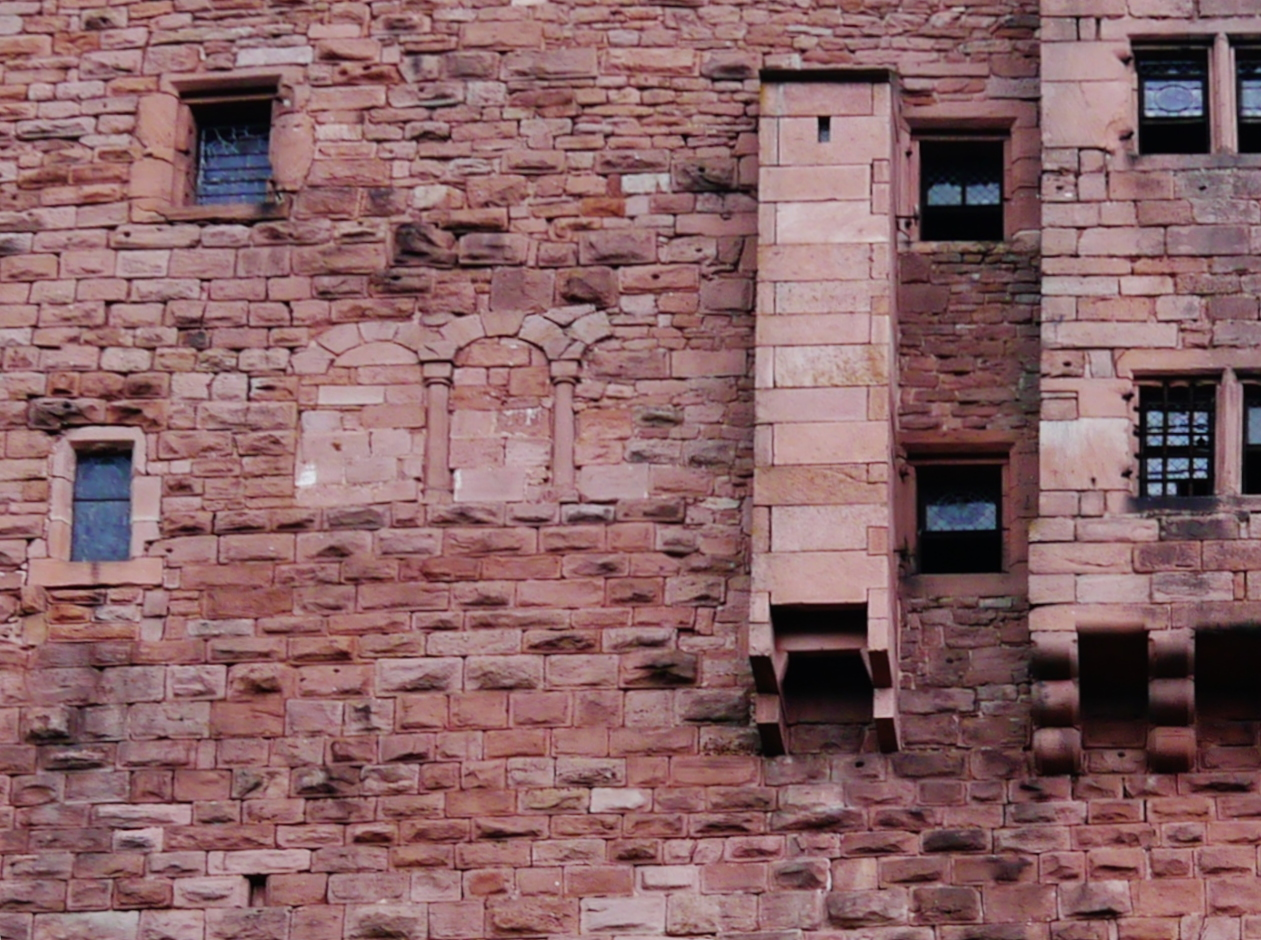
Palas mit romanischen Fensterarkaden
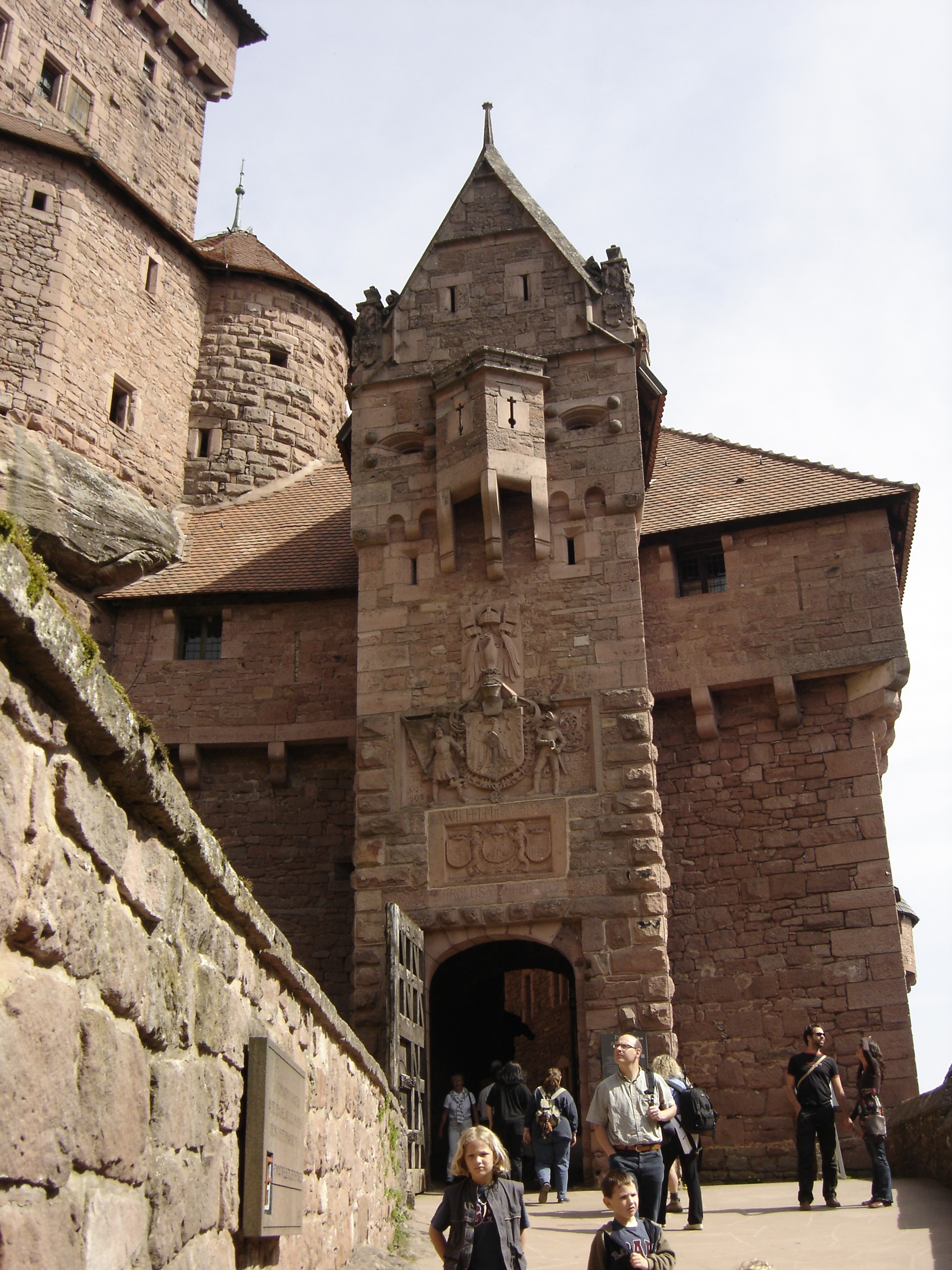
Haupttor, von Bodo Ebhardt frei gestaltet
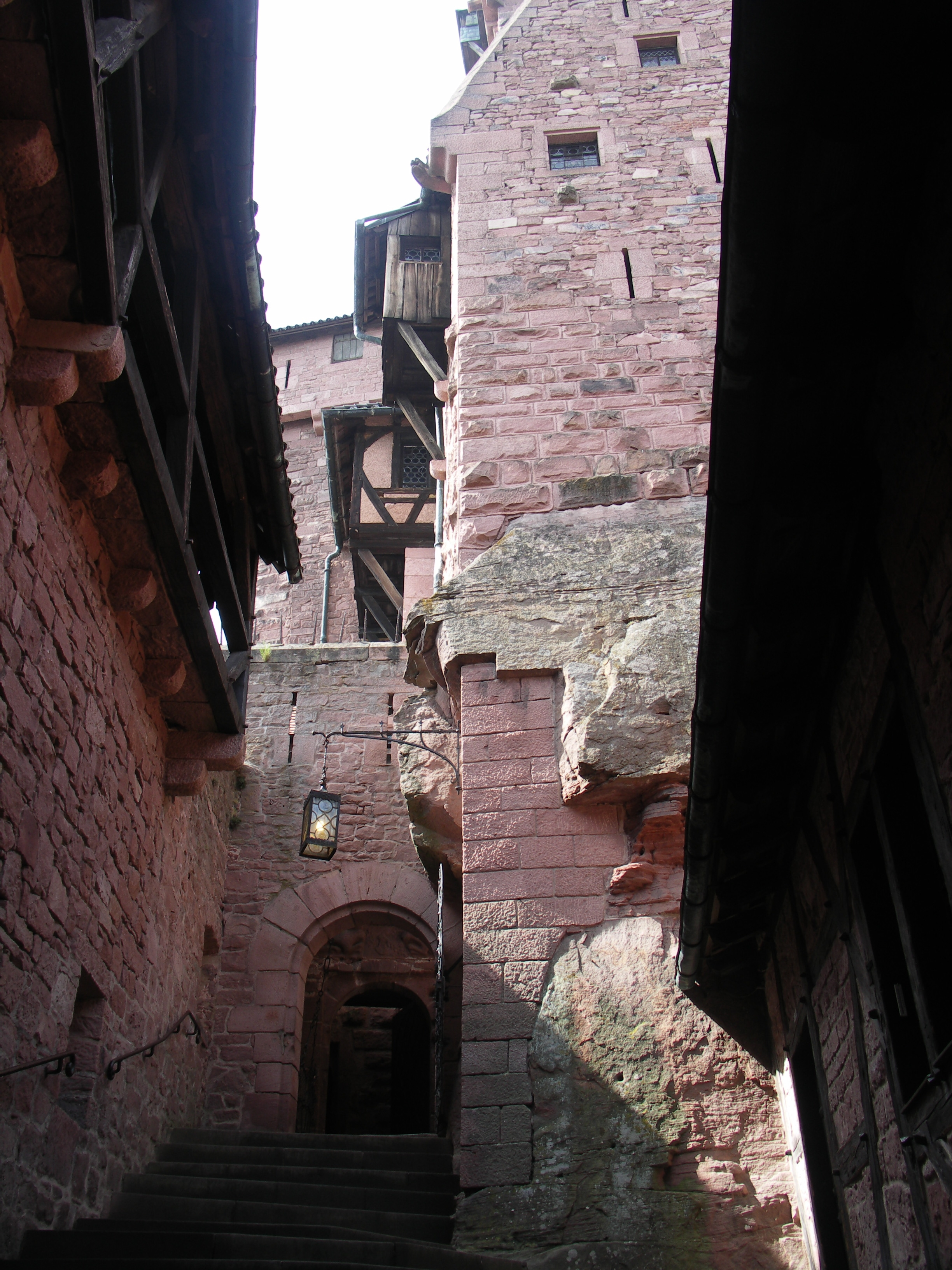
Inneres Tor zur staufischen Kernburg
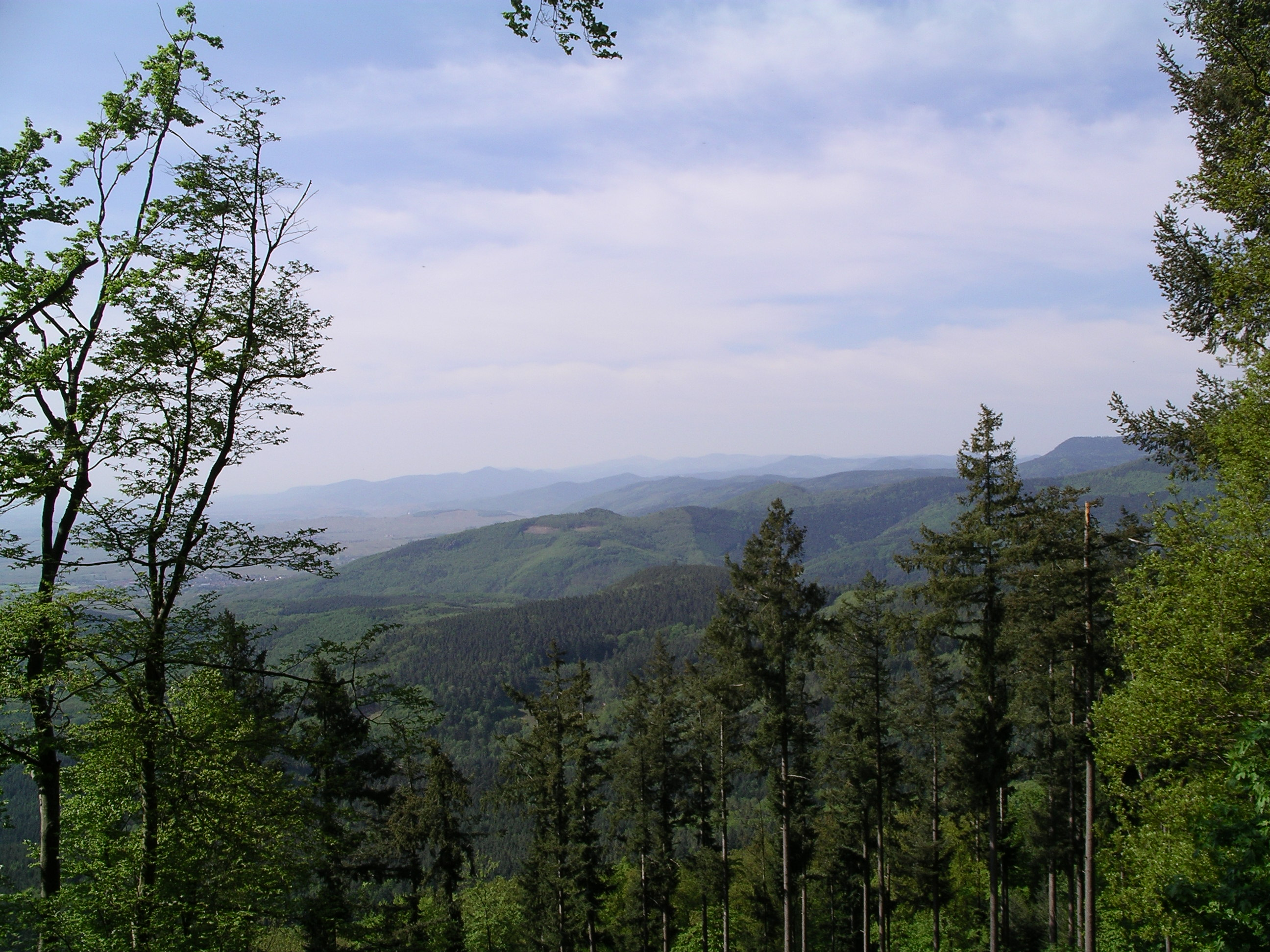
Aussicht vom Burgberg

## Rezeption
In Malaysia, 60 km nordöstlich von Kuala Lumpur, steht in den Berjaya Hills eine – sehr freie – Nachbildung der Burg als Luxushotel.⊙ Nicht weit entfernt wurde ein Teil der Colmarer Altstadt nachgebaut.
Bodo Ebhardts phantasiereiche Rekonstruktion der Burganlage inspirierte John Howe in seiner Arbeit als Illustrator der Werke J. R. R. Tolkiens.

## Film
- Der Herr von Hochkönigsburg. Dokumentation, Frankreich 2006, SR, 30 Min. Regie: Alexis Metzinger, Yannis Metzinge. (Im Film über John Howe, der J. R. R. Tolkiens Roman Der Herr der Ringe illustrierte, werden viele Ansichten der Burg und Gänge innerhalb gezeigt.)
- Arsène Lupin, der Millionendieb. Spielfilm, Frankreich, Italien 1957. SR, 30 Min. Regie: Jacques Becker. (Ein Teil des Films spielt auf der Burg.)
- Die große Illusion. Spielfilm, Frankreich 1937. Regie: Jean Renoir. (Auch wenn sich die Burg als beliebtes Ausflugsziel etablierte, blieb sie für viele Elsässer trotz allem ein Symbol für die deutsche Präsenz im Elsass. Umso naheliegender, dass Renoir für seinen berühmten Antikriegsfilm „Die große Illusion“ diese Burg als Schauplatz wählte – für einen Film, in dem Renoir die Absurdität des Kriegs am Verhältnis von Franzosen und Deutschen demonstriert.)